# Baumgartner (Familienname)
Baumgartner ist ein Familienname.
Es handelt sich um eine mit Suffix gebildete Ableitung des Namens „Baumgarten“.
Die häufigsten Vorkommen des Namens liegen im Süden Deutschlands.
Eine eher seltene Nebenform ist „Baumgertner“.

## Herkunft und Bedeutung
- Dieser Familienname konnte ursprünglich jemanden bezeichnen, der am Obstbaumgarten wohnte, einen solchen besaß bzw. als Obstgärtner tätig war. Der Name kann seinen Ursprung auch in einer Berufsbezeichnung im Sinne von Waldbauer haben.
- Möglich ist auch das Vorliegen eines Herkunftsnamens zu den von Norddeutschland bis Österreich äußerst häufigen Ortsnamen „Baumgarten“.

## Namensträger

### A
- Adolf Baumgartner (1855–1930), Schweizer Altphilologe und Historiker
- Albert Baumgartner (Komponist) (1617–1730), österreichischer Organist und Komponist
- Albert Baumgartner (Meteorologe) (1919–2008), deutscher Meteorologe
- Alexander Baumgartner (1841–1910), Schweizer Jesuit und Literaturwissenschaftler
- Alfred Baumgartner (Maler) (1842–1903), österreichischer Alpinist, Maler und Zeichner
- Alfred Baumgartner (Politiker) (1895–1944), Schweizer Kaufmann und St. Galler Nationalrat
- Alfred Baumgartner (Musikwissenschaftler) (1904–1991), österreichischer Musikwissenschaftler und Romanautor
- Alois Baumgartner (* 1941), deutscher Theologe
- Aloisia Baumgartner (1864–nach 1898), deutsche Theaterschauspielerin
- Andreas von Baumgartner (1793–1865), österreichischer Physiker und Staatsmann
- Andreas Baumgartner (Sprachlehrer) (1844–1936), Schweizer Sprachlehrer
- Andreas Baumgartner (Skispringer) (* 1981), österreichischer Skispringer
- Andreas Hérm Baumgartner (* 1974), deutscher Trompeter und Dirigent
- Angela Baumgartner (* 1969), österreichische Politikerin (ÖVP)
- Anna Baumgartner (* 2001), österreichische Mittelstreckenläuferin
- Annemarie Graupner-Baumgartner (1920–2004), Schweizer Textilkünstlerin
- Antoine Jean Baumgartner (1859–1938), Schweizer evangelischer Theologe und Hochschullehrer
- Anton Baumgartner (Architekt) (1753–1789), bayerischer Architekt
- Anton Baumgartner (Jurist) (1761–1831), bayerischer Jurist, Polizei- und Baubeamter, Autor zu bayerischen Baudenkmälern
- Anton Baumgartner (1820–1887), österreichischer Architekt und Baumeister, siehe Anton Baumgarten
- Anton Baumgartner (Unternehmer) (1843–1921), Textilfirmengründer
- Anton Baumgartner (Politiker) (1858–1932), Wiener Gemeindepolitiker
- Anton Baumgartner (Bildhauer) (1952–2009), österreichischer Bildhauer
- Apollinaris William Baumgartner (1899–1970), US-amerikanischer Missionar, Scholar und Bischof
- Armin Baumgartner (Architekt) (1910–1994), Schweizer Architekt
- Armin Baumgartner (Bobfahrer) (* 1950), Schweizer Bobfahrer
- Armin Baumgartner (Schriftsteller) (* 1968), österreichischer Schriftsteller
- Arnold Baumgartner (1865–1950), Schweizer Uhrenfabrikant
- Arthur Baumgartner (1930–2022), Schweizer Architekt
- August Baumgartner (Komponist) (1814–1862), deutscher Komponist
- August Baumgartner (Sportschütze) (1877–nach 1924), österreichischer Sportschütze
- August Baumgartner (Maler) (1896–1960), deutscher Maler
- Augustin von Baumgartner (1531–1599), bayerischer Politiker

### B
- Beate Baumgartner (* 1983), österreichische Sängerin
- Benjamin Baumgartner (* 2000), österreichischer Eishockeyspieler
- Bernhard Baumgartner (Journalist) (* 1973), österreichischer Journalist (Die Presse, Wiener Zeitung)
- Bernhard Baumgartner (Kabarettist) (* 1973), österreichischer Kabarettist und Hörfunkmoderator
- Bernhard Baumgartner (Fußballspieler) (* 1976), österreichischer Fußballspieler
- Bernhard Elias Baumgartner (1874–1946), Schweizer Politiker (FDP)
- Birgit Mertz-Baumgartner (* 1967), österreichische Romanistin und Hochschullehrerin für französische und spanische Literatur
- Bonaventura Baumgartner (1822–1884), Schweizer Politiker
- Brian Baumgartner (* 1972), US-amerikanischer Schauspieler
- Bruce Baumgartner (* 1960), US-amerikanischer Ringer

### C
- Christian Baumgartner (1855–1942), Schweizer Maler
- Christiane Baumgartner (* 1967), deutsche Malerin und Grafikerin
- Christoph Baumgartner (Mediziner), österreichischer Neurologe, Epileptologe und Hochschullehrer
- Christoph Baumgartner (* 1999), österreichischer Fußballspieler
- Cölestin Baumgartner (1844–1934), österreichischer Benediktiner und Politiker, Abt von Lambach
- Columba Baumgartner (1912–2007), deutsche Zisterzienserin, Äbtissin von Seligenthal in Landshut

### D
- Daniel Baumgartner (* 1961), Schweizer Berufsoffizier (Korpskommandant)
- David Baumgartner (1908–1999), Schweizer Politiker (SP)
- David Baumgartner (* 1979), deutscher Unternehmer
- Dirk Baumgartner (* 1945), deutscher Diplomat und Botschafter
- Dominik Baumgartner (* 1996), österreichischer Fußballspieler

### E
- Edouard Baumgartner (1892–1967), Schweizer Politiker
- Eduard Baumgartner (1870–1948), österreichischer Politiker (SDAP), Salzburger Landtagsabgeordneter
- Edwin Baumgartner (* 1961), österreichischer Komponist, Musikwissenschaftler und Journalist
- Egon Baumgartner (1895–1951), österreichischer Numismatiker
- Ekkehart Baumgartner (* 1964), deutscher Autor und Sozialwissenschaftler
- Elisabeth Baumgartner (1889–1957), Schweizer Schriftstellerin
- Emmanuèle Baumgartner-Danchaud (1940–2005), französische Romanistin, Literaturwissenschaftlerin und Hochschullehrerin
- Emil Baumgartner (Uhrenfabrikant) (1867–1924), Schweizer Uhrenfabrikant
- Emil Baumgartner (Textilfabrikant) († nach 1937), deutscher Textilfabrikant
- Emil Baumgartner (Fahrradfabrikant) (1884–1953), Schweizer Fahrradfabrikant
- Emil Baumgartner (Malzfabrikant) (1897–1979), deutscher Malzfabrikant
- Emil Baumgartner (Politiker) (1905–1977), Schweizer Politiker (FDP)
- Emil Baumgartner von Wallbruck (1865–1938), österreichischer Feldmarschallleutnant
- Emil Baumgartner-Wehrli (1893–1946), Schweizer Architekt, siehe Wilhelm Emil Baumgartner
- Erich Baumgartner (1915–2004), Schweizer Chemiker
- Ernst Baumgartner (Unternehmer) (1862–1919), Schweizer Uhrenfabrikant
- Ernst Baumgartner (Ingenieur) (1901–1969), Schweizer Ingenieur und Verbandsfunktionär
- Ernst Baumgartner (Maler, 1947) (* 1947), deutscher Maler und Keramiker
- Ernst Baumgartner (Maler, 1959) (* 1959), österreichischer Maler
- Ernst Frey-Baumgartner (1887/1888–1945), Schweizer Bauunternehmer und Firmengründer
- Erwin Baumgartner (* vor 1958), Kunsthistoriker und Glassachverständiger
- Eugen Baumgartner (1879–1944), deutscher Politiker (Zentrum)
- Eugen Baumgartner (Physiker) (1926–2009), Schweizer Kernphysiker und Hochschullehrer

### F
- Felix Baumgartner (1969–2025), österreichischer ehemaliger Base-Jumper und Extremsportler
- Ferdinand Baumgartner (1931–2024), österreichischer Theologe und Bibliothekar
- Florian Baumgartner (Biathlet) (* 1987), deutscher Biathlet
- Florian Baumgartner (Racketlonspieler) (* 1988), deutscher Racketlonspieler
- Florian Baumgartner (Badminton) (* 1992), österreichischer Badmintonspieler
- Franz Baumgartner (1876–1946), österreichischer Architekt
- Franz Baumgartner (Fußballspieler), österreichischer Fußballspieler
- Franz Baumgartner (Politiker) (1926–1995), Schweizer Unternehmer und Politiker (Republikanische Bewegung)
- Franz Baumgartner (Maler, 1955) (* 1955), deutscher Maler
- Franz Baumgartner (Maler, 1962) (* 1962), deutscher Maler
- Friedrich Baumgartner (Mediziner) (1831–1896), Schweizer Arzt
- Friedrich Baumgartner (Stenotypist) (1929–2005), österreichischer Verwaltungsbeamter, Stenograph, Publizist und Verbandsfunktionär
- Fritz Baumgartner (Architekt) (1885–1950), Schweizer Architekt
- Fritz Baumgartner (Geigenbauer, 1891) (1891–1976), Schweizer Musikinstrumentenbauer
- Fritz Baumgartner (Geigenbauer, 1924) (1924–1975), Schweizer Musikinstrumentenbauer
- Fritz Baumgartner (Landwirt) (1928–2017), Schweizer Pionier des biologisch-dynamischen Landbaus und Funktionär
- Fritz Baumgartner (Maler) (1929–2006), deutscher Maler und Grafiker

### G
- Gabriel Baumgartner, Pseudonym von Odette Vollenweider (1933–2021), Schweizer Schachkomponistin
- Gallus Jakob Baumgartner (1797–1869), Schweizer Politiker
- Georg Baumgartner (Kupferstecher), österreichischer Kupferstecher
- Georg Baumgartner (Politiker, 1860) (1860–1927), österreichischer Geistlicher und Reichsratsabgeordneter
- Georg Baumgartner (Politiker, 1884) (1884–1941), österreichischer Geistlicher und Salzburger Landtagsabgeordneter
- Gerald Baumgartner (Fußballspieler, 1964) (* 1964), österreichischer Fußballspieler und -trainer
- Gerald Baumgartner (Fußballspieler, 1969) (* 1969), österreichischer Fußballspieler
- Gerhard Baumgartner (* 1957), österreichischer Journalist und Historiker
- Gerhard Baumgartner (* 1971), österreichischer Hochschullehrer
- Gernot Baumgartner (* 1981), österreichischer Fußballspieler
- Giuseppe Baumgartner (1908–1986), Schweizer Violinist, Konzertmeister des Berner Symphonieorchesters
- Gregor Baumgartner (* 1979), österreichischer Eishockeyspieler
- Günter Baumgartner (Mediziner) (1924–1991), deutscher Neurologe
- Günter Baumgartner (Politiker) (* 1975), deutscher Politiker (CSU)

### H
- Hannes Baumgartner (* 1983), Schweizer Regisseur und Drehbuchautor
- Hans Baumgartner der Ältere (auch Johann Baumgartner; 1455/1456–1527), deutscher Kaufmann
- Hans Baumgartner (Unternehmer) (auch Johann Baumgartner; 1488–1549), deutscher Handelsunternehmer
- Hans Baumgartner (Offizier) (1873–1950), österreichischer Offizier
- Hans Baumgartner (Agraringenieur, 1910) (1910–1984), Schweizer Agraringenieur und Betriebsplaner
- Hans Baumgartner (Fotograf) (1911–1996), Schweizer Fotograf
- Hans Baumgartner (Agraringenieur, 1914) (Hans Alfred Baumgartner; 1914–1989), Schweizer Agraringenieur, Tiermediziner und Hochschullehrer
- Hans Baumgartner (Leichtathlet) (* 1949), deutscher Leichtathlet
- Hans Baumgartner, eigentlicher Name von Melchior Werdenberg (* 1954), Schweizer Jurist und Schriftsteller
- Hans Michael Baumgartner (1933–1999), deutscher Philosoph
- Hans Peter Meier-Baumgartner (* 1945), Schweizer Mediziner und Gerontologe
- Harald Baumgartner (* 1961), österreichischer Politiker (SPÖ)
- Heini Baumgartner (* 1963), Schweizer Freestyle-Skier
- Heinrich Baumgartner (1889–1944), Schweizer Hochschullehrer und Sprachwissenschaftler
- Helmut Baumgartner (* 1958), österreichischer Kardiologe
- Hermann Baumgartner (* 1938), deutscher Komponist
- Hieronymus Baumgartner (auch Paumgartner, Baumgarten; 1498–1565), deutscher Reformator und Bürgermeister von Nürnberg
- Hubert Baumgartner (* 1955), österreichischer Fußballspieler und -trainer

### I
- Ingo Baumgartner (1944–2015), österreichischer Politiker (SPÖ), Salzburger Landtagsabgeordneter
- Isidor Baumgartner (* 1946), deutscher römisch-katholischer Pastoraltheologe

### J
- Jakob Baumgartner (1926–1996), Schweizer Liturgik-Professor
- James Baumgartner (1943–2011), US-amerikanischer Mathematiker
- Jasmin Baumgartner (* 1990), österreichische Regisseurin, Drehbuchautorin und Filmeditorin und Filmproduzentin
- Johann Baumgartner (Baumeister), deutscher Baumeister
- Johann Baumgartner (Politiker) (1841–1930), österreichischer Politiker
- Johann Baumgartner (Mediziner) (1900–1976), österreichischer Mediziner und Verbandsfunktionär
- Johann Baptist Baumgartner (1723–1782), deutscher Cellist
- Johann Georg Baumgartner (1710–1773), österreichischer Maler
- Johann Wolfgang Baumgartner (1702–1761), österreichisch-deutscher Maler
- Johannes Baumgartner (1927–2021), Schweizer Leichtathlet
- John Baumgartner (* 1971), US-amerikanischer Filmregisseur, Filmproduzent, Filmeditor, Drehbuchautor und Schauspieler
- Josef Baumgartner (Politiker, 1809) (1809–1880), österreichischer Landwirt und Politiker
- Josef Baumgartner (Künstler) (1901–1984), österreichischer Bildhauer
- Josef Baumgartner (Politiker, 1923) (1923–2010), deutscher Ingenieur und Politiker (BP)
- Josef Baumgartner (Politiker, 1946) (1946–2009), Schweizer Jurist und Politiker (CVP)
- Joseph Baumgartner (1904–1964), deutscher Volkswirt und Politiker (BVP, CSU, BP)
- Julian Baumgartner (* 1994), österreichischer Fußballspieler
- Julius Baumgartner (Botaniker) (1870–1955), österreichischer Finanzrat und Botaniker
- Julius Baumgartner (Ingenieur) (1883–1951), Schweizer Ingenieur

### K
- Karl Baumgartner (Schauspieler) (1850–1925), österreichischer Schauspieler und Theaterregisseur
- Karl Baumgartner (Skilangläufer), österreichischer Skilangläufer
- Karl Baumgartner (Jurist) (1914–nach 1978), deutscher Jurist und Richter
- Karl Baumgartner (Spezialeffektkünstler) (1922–2012), deutscher Spezialeffektkünstler
- Karl Baumgartner (Produzent) (1949–2014), italienisch-deutscher Filmproduzent
- Karl Baumgartner (Koch) (* 1958), italienischer Koch
- Ken Baumgartner (* 1966), kanadisch-schweizerischer  Eishockeyspieler
- Klaus Baumgartner (1937–2015), Schweizer Politiker (SP)
- Klaus Baumgartner (Künstler) (* 1965), österreichischer Maler und Grafiker
- Konrad Baumgartner, deutscher Inkunabeldrucker des 15. Jahrhunderts; siehe Konrad Baumgarten (Drucker)
- Konrad Baumgartner (* 1940), deutscher Theologe und Hochschullehrer
- Kurt Baumgartner (Boxer) (* 1943), österreichischer Boxer
- Kurt Baumgartner (Radsportler) (* 1943), Schweizer Radrennfahrer

### L
- Lena Baumgartner (* 1995), Schweizer Unihockeyspielerin
- Lena Baumgartner (Triathletin) (* 2001), österreichische Triathletin
- Leona Baumgartner (1902–1991), US-amerikanische Kinderärztin und Medizinhistorikerin
- Leopold Baumgartner (1932–2013), österreichisch-australischer Fußballspieler und -trainer
- Lothar Baumgartner (* 1925), deutscher Versicherungsmathematiker, Wirtschaftsberater und Verbandsfunktionär
- Lousson Baumgartner-Reinhardt (1929–1992), französischer Jazzgitarrist
- Lucía Baumgartner (* 1972), Schweizer Choreografin, Tanzpädagogin, Tanzvermittlerin und Dozentin
- Ludwig Baumgartner (1909–1953), deutscher SS-Obersturmführer
- Lydia Baumgartner (* 1966), Schweizer Politikerin (SP)

### M
- Marc Baumgartner (* 1971), Schweizer Handballspieler
- Marcel Baumgartner (* 1950), Schweizer Kunsthistoriker
- Margaretha Baumgartner (* 1956), deutsche Schauspielerin
- Maria Baumgartner (* 1952), österr. Keramik-Künstlerin
- Markus Baumgartner (* Ende der 1960er Jahre), italienischer Koch
- Martin Baumgartner (* 1992), Schweizer Politiker (SVP) und Unternehmer
- Martin von Baumgartner (1473–1535), Bergwerksbesitzer und Palästinafahrer
- Matthias Baumgartner (1865–1933), deutscher Philosoph
- Max Baumgartner (Architekt) (1885–1958), Schweizer Architekt
- Max Baumgartner (Jurist) (1912–1975), Schweizer Jurist und Zollrechtsexperte
- Melchior Baumgartner (1621–1686), deutscher Kunsttischler in Augsburg
- Michael Baumgartner (* 1975), US-amerikanischer Politiker
- Mike Baumgartner (Bobfahrer) (Floyd Joseph Baumgartner; 1922–1991), US-amerikanischer Bobfahrer
- Mike Baumgartner (Eishockeyspieler) (Michael Edward Baumgartner; * 1949), US-amerikanischer Eishockeyspieler
- Monika Baumgartner (* 1951), deutsche Schauspielerin und Theaterregisseurin
- Moritz Baumgartner (1844–1900), Schweizer Politiker

### N
- Nick Baumgartner (* 1981), US-amerikanischer Snowboarder
- Nolan Baumgartner (* 1976), kanadischer Eishockeyspieler

### O
- Oskar Gallus Baumgartner (1884–1937), Schweizer Journalist und Schriftsteller
- Otto Baumgartner (Mediziner) (1912–2002/2003), Schweizer Chirurg
- Otto Baumgartner (Förster) (Baumgartner-Balzli; 1917–1994), Schweizer Forstingenieur und Maler
- Otto Baumgartner (Heimatforscher) (Baumgartner-Amstad; 1924–2022), Schweizer Politiker, Heimatforscher, Mundartdichter und -theaterautor

### P
- Patrick Baumgartner (* 1994), italienischer Bobfahrer
- Paul Baumgartner (Pianist) (1903–1976), Schweizer Pianist
- Paul Johannes Baumgartner (* 1969), deutscher Hörfunkmoderator und Kommunikationstrainer
- Peter Baumgartner (Geistlicher) (um 1450–nach 1523), bayerischer Geistlicher und Gesandter
- Peter Baumgartner (Maler) (1834–1911), deutscher Maler
- Peter Baumgartner (Kameramann) (1939–2021), Schweizer Kameramann
- Peter Baumgartner (Militärhistoriker) (* 1944), Schweizer Militärhistoriker, Milizoffizier (Oberst im Generalstab) und Chemiker
- Peter Baumgartner (Architekt) (* 1951), Schweizer Architekt
- Peter Baumgartner (Erziehungswissenschaftler) (* 1953), österreichischer Erziehungswissenschaftler
- Peter Baumgartner (Redakteur) (* 1955), österreichischer Redakteur und Publizist
- Peter Baumgartner (Offizier) (* 1965), Schweizer Berufsoffizier
- Peter Baumgartner (Fußballspieler) (* 1966), slowakischer Fußballspieler
- Peter Baumgartner (Autor) (* 1969), österreichischer Autor und Redner
- Peter Baumgartner, bürgerlicher Name von Radical (Rapper) (* 1981), Schweizer Rapper
- Peter Baumgartner (Eishockeyspieler) (* 1986), deutscher Eishockeyspieler
- Piet Baumgartner (* 1984), Schweizer Regisseur und Autor
- Pius Baumgartner (* 1967), Schweizer Jazz- und Volksmusiker

### R
- René Baumgartner (1930–2018), Schweizer Mediziner
- Reto Baumgartner (* 1967), Schweizer Fußballspieler
- Robert Baumgartner (Autor) (1919–2011), deutscher Jurist, Baubeamter und Autor
- Robert Baumgartner (Musiker) (* 1973), österreichischer Schlagzeuger
- Robert Baumgartner (Eishockeyspieler), italienischer Eishockeyspieler
- Roland Baumgartner (* 1955), österreichischer Komponist
- Rolf Baumgartner (Läufer) (* 1964), Schweizer Langstreckenläufer
- Rolf Baumgartner (Fotograf), deutscher Fotograf
- Rudolf Baumgartner (Unternehmer) (1858–1942), Schweizer Unternehmer (Molkereitechnik)
- Rudolf Baumgartner (1917–2002), Schweizer Violinist und Dirigent
- Rudolf Baumgartner (Künstler) (* 1941), Schweizer Maler und Grafiker
- Rudolf Baumgartner (Wirtschaftswissenschaftler) (* 1942), Schweizer Wirtschaftswissenschaftler und Hochschullehrer

### S
- Samuel P. Baumgartner (* 1964), Schweizer Rechtswissenschaftler
- Samuel Baumgartner (Snowboarder) (* 1997), österreichischer Freestyle-Skier

- Sebastian Baumgartner (* 1970), deutscher Inline-Speedskater
- Sepp Baumgartner (1901–1987), österreichischer Bildhauer, siehe Josef Baumgartner (Künstler)
- Sepp Baumgartner (Politiker) (1922–2010), österreichischer Politiker (FPÖ)
- Stefan Baumgartner (* 1982), österreichischer Regisseur und Filmemacher

### T
- Tanja Ariane Baumgartner, deutsche Opernsängerin (Mezzosopran)
- Theodor Baumgartner (1902–1968), österreichischer Maler
- Thomas Baumgartner (1892–1962), deutscher Maler

### U
- Ulrich Baumgartner (Kunsttischler) (um 1580–1652), deutscher Kunsttischler
- Ulrich Baumgartner (Kulturmanager) (1918–1984), österreichischer Kulturmanager und Regisseur
- Ulrich Julius Baumgartner (1920–2014), Schweizer Architekt
- Ulrike Baumgartner-Gabitzer (* 1957), österreichische Politikerin (ÖVP)

### V
- Viktor Baumgartner (Maler) (1870–1948), Schweizer Maler und Grafiker
- Viktor Baumgartner (Organist) (1874–1951), Schweizer Domorganist

### W
- Walter Baumgartner (Theologe) (1887–1970), Schweizer Theologe
- Walter Baumgartner (Komponist) (1904–1997), Schweizer Komponist
- Walter Baumgartner (Mediziner) (1912–1961), Schweizer Internist und Hämatologe
- Walter Baumgartner (Hörspielregisseur) (* 1936), Schweizer Schauspieler, Hörspielregisseur und Autor
- Walter Baumgartner (Literaturwissenschaftler) (* 1941), Schweizer Skandinavist und Literaturwissenschaftler
- Walter Baumgartner (Tiermediziner) (* 1946), österreichischer Tiermediziner, Hochschullehrer und Verbandsfunktionär
- Walter Baumgartner (Radsportler) (1953–2024), Schweizer Radrennfahrer
- Walter Baumgartner (Politiker) (* 1956), italienischer Politiker (SVP) und Sportfunktionär
- Werner Baumgartner (* 1971), österreichischer Biomechatroniker und Hochschullehrer
- Wilfrid Baumgartner (1902–1978), französischer Bankier und Politiker
- Wilhelm Baumgartner (Komponist) (1820–1867), Schweizer Komponist
- Wilhelm Baumgartner (Basketballspieler) (* 1943), österreichischer Basketballspieler
- Wilhelm Emil Baumgartner (auch Emil Baumgartner-Wehrli; 1893–1946), Schweizer Bauunternehmer
- Willy Baumgartner (Fussballspieler) (1911–1985), Schweizer Fußballspieler und -trainer
- Willy E. Baumgartner (1920–2016), Schweizer Physiker
- Wolfgang Baumgartner (Rentmeister), deutscher Chronist und Rentmeister
- Wolfgang Baumgartner (Mediziner) (1907–1991/1992), österreichischer Chirurg
- Wolfgang Baumgartner (Gewerkschafter) (1950–2017), deutscher Gewerkschafter

### Z
- Zsolt Baumgartner (* 1981), ungarischer Rennfahrer